# Stary Helenów
Stary Helenów (prononciation : [ˈstarɨ xɛˈlɛnuf]) est un village polonais de la gmina de Łaskarzew dans le powiat de Garwolin de la voïvodie de Mazovie dans le centre-est de la Pologne.

## Histoire
De 1975 à 1998, le village appartenait administrativement à la voïvodie de Siedlce.